# Bogda Chan
Bogda Chan (znany też jako Bogd Chan lub Bogdo Chan, mong. Богд хаан; Pełny tytuł Dżebcundampa Hutagt Bogdo Gegen, właściwie Agwan Łobsan Czojdżi Danzan Waanczigbał Sambuu (1869-1924) – ósmy dżebcundampa Mongolii i jej ostatni chan. Z pochodzenia Tybetańczyk.

## Życiorys
Odnaleziony w Tybecie (władze chińskie zabraniały poszukiwać kandydatów na dżebcundampów wśród rodowitych Mongołów) po śmierci siódmego dżebcundampy i uznany za jego kolejne wcielenie. Intronizowany w 1875 roku jako pięcioletni chłopiec. W wieku dorosłym wykazywał się jako bogdo gegen całkowitą nieudolnością. Nie interesował się ani zagadnieniami religijnymi, ani administracyjnymi, pozostawiając je współpracownikom. Jego tryb życia był wręcz skandaliczny. Spędzał czas na zabawach i rozrywkach, wykazując zamiłowanie do napojów alkoholowych, w szczególności szampana, oraz palenia tytoniu.
Jako pierwszy spośród dżebcundampów złamał nakaz celibatu. Jego żoną była Tsendiin Dondogdulam, znana też jako Ekch Dagina (Matka Dakini). Aby uzasadnić przed wiernymi jego małżeństwo, ogłoszono ją dakinią, a spreparowana na tę okoliczność przepowiednia głosiła, że z ich związku ma narodzić się kolejne wcielenie Buddy. Małżeństwo jednak pozostało bezdzietne. Dondogdulam zmarła w 1923 roku. Następnie Bogda Chan ożenił się z Genepil.
Mimo to autorytet bogdo gegena był wśród Mongołów tak wielki, że gdy po upadku cesarstwa w Chinach w roku 1911 Mongolia ogłosiła niepodległość, 1 grudnia 1911 roku Dżebcundampa Hutagt został obwołany chanem i przyjął tytuł Bogdo Chana. 
Po wkroczeniu armii chińskiej do Mongolii 2 grudnia 1919 roku został aresztowany. Uwolniony 3 lutego 1921 roku po wkroczeniu do Mongolii oddziałów barona von Ungern-Sternberga (Ostatniego Wielkiego Chana Mongolii) i ponownie osadzony na tronie (Bogdo Chan był ostatnim Chanem Mongolii, ale nie ostatnim Wielkim, którym był baron Roman von Ungern-Sternberg). Po rozbiciu oddziałów Ungerna przez bolszewików 6 lipca 1921 roku formalnie nadal pozostał głową państwa, usiłując budować teokrację na wzór Tybetu, musiał jednak pójść na kompromis z rewolucjonistami mianując premierem członka Mongolskiej Partii Ludowej. Funkcję głowy państwa pełnił do końca życia, jednak jego uprawnienia były niewielkie i coraz bardziej ograniczane.
Bogda Chan zmarł 20 maja 1924 roku. Dopóki żył, nie do pomyślenia były jakiekolwiek ograniczenia czy prześladowania religijne w Mongolii. Po jego śmierci władze komunistyczne zabroniły poszukiwania kolejnego wcielenia dżebcundampy, a w latach trzydziestych rozpoczęły bezwzględne prześladowania buddyjskiego kleru i wiernych. W drugiej połowie XX wieku w Mongolii funkcjonował tylko jeden klasztor buddyjski - Gandan.
„Pałac zimowy Bogda Chana” jest dziś jedną z atrakcji turystycznych miasta Ułan Bator.